# Idioma malgache
El malgache (autoglotónimo malagasy) es la lengua malayo-polinesia hablada prácticamente por la totalidad de la población de Madagascar. En ese país, la lengua malgache se considera la lengua nacional, pero comparte la condición de lengua oficial con el francés, que sigue siendo la lengua principal en los medios escritos y en la educación. Existen también algunos hablantes de malgache en la isla francesa de Mayotte y en comunidades originarias de Madagascar asentadas en Reunión y Comoras.
El malgache lo hablan unos 25 millones de personas en Madagascar y las Comoras. La mayoría de los malgaches lo hablan como primera lengua, al igual que algunos descendientes de malgaches. El malgache se divide en dos grandes grupos dialectales: el oriental y el occidental. En la meseta central de la isla, donde se encuentra la capital Antananarivo y el antiguo corazón del Reino Merina, se habla el dialecto merina. Este dialecto es la base del malgache estándar, utilizado por el Gobierno y los medios de comunicación de Madagascar. El malgache estándar es una de las dos lenguas oficiales de Madagascar, junto con el francés, en la constitución de 2010 de la Cuarta República de Madagascar.
El malgache se escribe en escritura latina introducida por los misioneros occidentales a principios del siglo XIX. Anteriormente se utilizaba la escritura sorabe, una evolución local de la escritura árabe.

## Descripción lingüística

### Clasificación
El malgache pertenece al grupo de lenguas borneanas que a su vez pertenece a la familia austronesia. La lengua más similar al malgache es el ma'anyan, hablada en el sur de Borneo. El hecho aparentemente paradójico de que la lengua de Madagascar sea de origen malayo-polinesio se debe a que los primeros pobladores de Madagascar llegaron a la isla por mar desde Indonesia, llevando allí su lengua y su cultura.

### Fonología
Las palabras malgaches se acentúan por lo general en la penúltima sílaba, salvo aquellas acabadas en "ka", "tra" o "na", que se acentúan en la antepenúltima sílaba. Las vocales átonas son a menudo elididas, por lo que malagasy suena de manera similar a la transcripción francesa "malgache". El malgache tiene solo cuatro sonidos vocálicos, correspondientes a las vocales /a/, /e/, /i/ y /u/ del español. No existe, por tanto, el sonido /o/.

#### Vocales
|         | Anterior  | Central | Posterior | Posterior |
| ------- | --------- | ------- | --------- | --------- |
| Cerrada | i / y [i] |         |           | o [u]     |
| Media   | e [e]     |         |           |           |
| Abierta |           | a [a]   | a [a]     |           |

#### Consonantes
|                    |                      | bilabial | labiodental | dental  | alveolar  | retrofleja | velar   | glotal |
| ------------------ | -------------------- | -------- | ----------- | ------- | --------- | ---------- | ------- | ------ |
| nasal              | nasal                | m ⟨m⟩    |             |         | n ⟨n⟩     |            | ŋ ⟨n̈⟩   |        |
| oclusivao africada | sorda                | p ⟨p⟩    |             | t ⟨t⟩   | ts ⟨ts⟩   | ʈʳ ⟨tr⟩    | k ⟨k⟩   |        |
| oclusivao africada | sorda prenasalizada  | mp ⟨mp⟩  |             | nt ⟨nt⟩ | nts ⟨nts⟩ | ɳʈʳ ⟨ntr⟩  | ŋk ⟨nk⟩ |        |
| oclusivao africada | sonora               | b ⟨b⟩    |             | d ⟨d⟩   | dz ⟨j⟩    | ɖʳ ⟨dr⟩    | ɡ ⟨g⟩   |        |
| oclusivao africada | sonora prenasalizada | mb ⟨mb⟩  |             | nd ⟨nd⟩ | ndz ⟨nj⟩  | ɳɖʳ ⟨ndr⟩  | ŋɡ ⟨ng⟩ |        |
| fricativa          | sorda                |          | f ⟨f⟩       |         | s ⟨s⟩     |            |         | h ⟨h⟩  |
| fricativa          | sonora               |          | v ⟨v⟩       |         | z ⟨z⟩     |            |         |        |
| lateral            | lateral              |          |             |         | l ⟨l⟩     |            |         |        |
| vibrante           | vibrante             |          |             |         | r ⟨r⟩     |            |         |        |

### Escritura
El idioma malgache tiene una literatura escrita que se remonta probablemente al siglo XV. Cuando los franceses se establecieron en Fort-Dauphin en el siglo XVII, se encontraron con un alfabeto arábigo-malgache en uso, conocido como alfabeto Sorabe (literalmente, "escritura de gran tamaño", lo que ha planteado una hipótesis sobre la existencia de otro tipo de alfabeto anterior, en caracteres más pequeños, que se cree que era de origen indio, como el ampliamente utilizado en el sudeste de Asia). 
El manuscrito más antiguo conocido en alfabeto Sora-be es un pequeño vocabulario malgache-neerlandés del siglo XVII, publicado por primera vez en 1908 por Gabriel Ferrand aunque el alfabeto parece haberse introducido en la zona sureste de Madagascar a partir del siglo XV. Radama I, el primer representante alfabetizado de la monarquía merina unificadora del reino de Madagascar en el siglo XIX, aunque ampliamente versado en la tradición arábigo-malgache, optó por la alfabetización en caracteres latinos e invitó a los protestantes de la Sociedad Misionera de Londres para que fundaran escuelas e iglesias. 
La ortografía actual malgache no utiliza todas las letras del alfabeto latino. Entre las vocales, solo existen cuatro: a, e, i, o. Esta última se pronuncia como la "u" castellana, mientras que la letra "u" no se utiliza. Tampoco se utilizan las consonantes "c", "q", "w" y "x".

### Gramática
El malgache es una de las pocas lenguas del mundo en la que las oraciones siguen el orden "verbo - objeto - sujeto" (VOS).
Mamaky boky ny mpianatra
lee libro el estudiante
"El estudiante lee el libro"
Nividy ronono ho an'ny zaza ny vehivavy
compró leche para el niño la mujer
"La mujer compró leche para el niño"
Dentro de las frases, el orden malgache es el típico de las idiomas con núcleo inicial: El malgache tiene preposiciones en lugar de postposiciones (ho an'ny zaza "para el niño"). Los determinantes preceden al sustantivo, mientras que los cuantificadores, las frases adjetivas modificativas y las oraciones de relativo siguen al sustantivo (ny boky "el/los libro(s)", ny boky mena "el/los libro(s) rojo(s)", ny boky rehetra "todos los libros", ny boky novakin'ny mpianatra "el/los libro(s) leído(s) por el/los estudiante(s)").
Algo inusual, los determinantes demostrativos se repiten tanto antes como después del sustantivo ity boky ity "este libro" (lit. "este libro este").

### Léxico
Junto con su base léxica malayo-polinesia, el malgache cuenta con muchas palabras de origen bantú, en especial del suajili, debidas a la inmigración en siglos pasados de hablantes de estas lenguas, así como a los contactos comerciales con la costa oriental de África. Estos contactos comerciales son también la causa de la existencia de muchas palabras de origen árabe.
En época contemporánea el idioma ha tomado muchas palabras del francés y, en los últimos años, también del inglés.

## Aspectos sociolingüísticos

### Distribución geográfica
El malgache se habla en toda la isla de Madagascar. En la isla de Mayotte hay 39.000 hablantes del dialecto bushi. También existen pequeños grupos de hablantes, en comunidades de origen malgache, en la isla de la Reunión y en las Comoras.

### Oficialidad
El malgache es cooficial con el francés en Madagascar. A pesar de su condición de lengua nacional, el francés continúa siendo la lengua principal en los medios escritos de las élites.

### Dialectología
Existen diferentes clasificaciones dialectales. Una clasificación distingue once dialectos principales del malgache, el bushi, hablado en Mayotte, y otros diez en la isla de Madagascar: el merina, hablado en la meseta del interior, antankarana, bara, betsimisaraka septentrional, betsimisarana meridional, masikoro,  sakalava, tandroy-mahafaly, tanosy y tsimihety.
En realidad, la inteligibilidad mutua entre las diferentes formas dialectales es restringida, por lo que se puede también considerar al malgache como un grupo de lenguas relacionadas, más que como una única lengua. En este sentido, la situación del malgache es similar a la de lenguas como el chino o el euskera, consideradas como lenguas únicas por cuestiones de identidad cultural y contigüidad geográfica, a pesar de las enormes diferencias que muestran sus "dialectos".
Los dialectos del malgache se pueden agrupar en dos áreas principales: malgache oriental, que incluye al merina (la variedad en la que se basa el malgache estándar) y el malgache occidental una de cuyas variedades principales es el Sakalava. Estos dos grupos están separados por una isoglosa que discurre a lo largo de la espina de la isla, teniendo el sur variedades occidentales y teniendo la meseta central y la mayor parte del norte (dejando a un lado la punta extrema) variedades orientales. Ethnologue distingue una docena de variedades malgaches como lenguas diferentes. Tienen un 70% de similitud léxica con el dialecto merina en el que se basa la lengua oficial.

### Variaciones regionales
Los dos bloques dialectales principales (oriental y occidental) pueden distinguirse fácilmente por numerosas características fonológicas. El sakalava ha perdido las consonantes finales, mientras que el merina ha añadido una vocal sorda [ə̥]:
- *taŋan 'mano' > sakalava [ˈtaŋa], merina [ˈtananə̥]

La *-t final se ha convertido en -[tse] en un bloque dialectal y en -[ʈʂə̥] en el otro:
- *kulit 'piel' > sakalava [ˈhulitse], merina [ˈhudiʈʂə̥]

El sakalava retiene las secuencias primigenias *li y *ti, mientras que en merina estas dieron lugar a [di] (como en huditra 'piell' más arriba) y [tsi]:
- *putiq 'blanco' > sakalava [ˈfuti], merina [ˈfutsi]

Sin embargo, estos últimos cambios empezaron ya en Borneo antes de que los malgaches llegaran a Madagascar.

## Historia

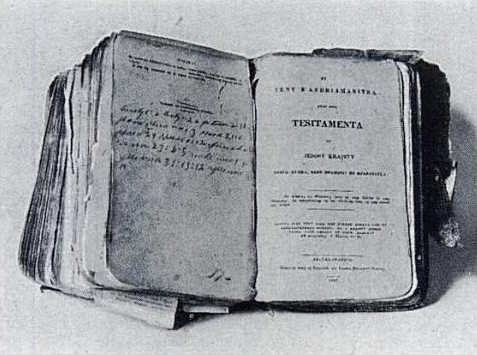
Biblia malgache.

Madagascar fue colonizada inicialmente por pueblos austronesios del sudeste asiático marítimo procedentes de las islas de la Sonda (Archipiélago Malayo).  En cuanto a su ruta, una posibilidad es que los austronesios indonesios atravesaran directamente el océano Índico desde Java hasta Madagascar. Es probable que pasaran por las Maldivas, donde persisten hasta la actualidad evidencias del antiguo diseño de las embarcaciones indonesias y de su tecnología pesquera.
Las migraciones continuaron a lo largo del primer milenio, como confirman los investigadores lingüísticos que demostraron la estrecha relación entre la lengua malgache y las lenguas malaya antigua y javanesa antigua de este periodo. La lengua malgache tiene su origen en las lenguas barito del sureste, y la lengua ma'anyan es su pariente más cercano, con numerosos préstamos malayos y javaneses.  Se sabe que los ma'anyan fueron traídos como trabajadores y esclavos por malayos y javaneses en sus flotas comerciales, que llegaron a Madagascar hacia c. 50-500 d. C.Más tarde, c. 1000, los colonos austronesios originales se mezclaron con Bantús y árabes, entre otros.  Existen pruebas de que los antecesores de los dialectos malgaches llegaron por primera vez al tramo meridional de la costa oriental de Madagascar. 
El malgache tiene una tradición de artes oratorias e historias y leyendas poéticas. La más conocida es la epopeya nacional, Ibonia, sobre un héroe popular malgache del mismo nombre.

## Vocabulario
El malgache comparte gran parte de su vocabulario básico con el idioma ma'anyan, un idioma de la región del río Barito en el sur de Borneo. La lengua malgache también incluye algunos préstamos de las lenguas árabe y bantú (especialmente la rama sabaki, de la que deriva sobre todo el suajili), y más recientemente del francés y el inglés.
Las siguientes muestras son del dialecto merina o malgache estándar, que se habla en la capital de Madagascar y en las tierras altas centrales o "meseta", hogar del pueblo merina. Generalmente se entiende en toda la isla.
| Español                          | Malgache                                                                                    | IPA                                                                  |
| -------------------------------- | ------------------------------------------------------------------------------------------- | -------------------------------------------------------------------- |
| Si                               | Eny                                                                                         | ˈʲenj                                                                |
| No                               | Tsia, (before a verb) Tsy                                                                   | tsi, tsʲ                                                             |
| ¡Hola! / ¿Cómo está?             | Manao ahoana!                                                                               | manaˈʷonə̥/manaˈonə̥                                                   |
| ¡Hola! (en zonas rurales)        | Salama!                                                                                     | saˈlamə̥                                                              |
| Estoy bien, gracias.             | Tsara fa misaotra.                                                                          | ˈtsarə̥ fa mʲˈsoːtʂə̥                                                  |
| ¡Adiós!                          | Veloma!                                                                                     | veˈlumə̥                                                              |
| Por favor                        | Azafady                                                                                     | azaˈfadʲ                                                             |
| Gracias                          | Misaotra                                                                                    | mʲˈsoːtʂa                                                            |
| De nada                          | Tsisy fisaorana.                                                                            | tsʲ ˈmisʲ fʲˈsoːranə̥                                                 |
| Perdone                          | Azafady (with arm and hand pointing to the ground)                                          | azaˈfadʲ                                                             |
| Lo siento                        | Miala tsiny                                                                                 | mjala ˈtsinʲ                                                         |
| ¿Quién?                          | Iza?                                                                                        | ˈiːza/ˈiza                                                           |
| ¿Qué?                            | Inona?                                                                                      | inːa                                                                 |
| ¿Cuándo?                         | Rahoviana?, (past tense) Oviana                                                             | roːˈvinə̥/rawˈvinə̥                                                    |
| ¿Dónde?                          | Aiza?, (past tense) Taiza                                                                   | ajzə̥                                                                 |
| ¿Por qué?                        | Fa maninona?                                                                                | fa maninːə̥                                                           |
| ¿Cómo?                           | Ahoana?                                                                                     | aˈʷonə̥                                                               |
| ¿Cuántos?                        | Firy?                                                                                       | ˈfirʲ                                                                |
| ¿Cuánto?                         | Ohatrinona?                                                                                 | ʷoˈtʂinːə̥                                                            |
| ¿Cómo se llama?                  | Iza ny anaranao?                                                                            | iza njanaraˈnaw                                                      |
| para                             | Ho an'ny / Ho an'i                                                                          | wanːi                                                                |
| Porque                           | Satria                                                                                      | saˈtʂi                                                               |
| No entiendo.                     | Tsy mazava, Tsy azoko.                                                                      | tsʲ mazavə̥                                                           |
| Si, entiendo.                    | Eny, mazava, Eny, azoko                                                                     | ʲenʲ mazavə̥                                                          |
| ¡Ayúdeme!                        | Vonjeo!                                                                                     | vunˈdzew                                                             |
| ¡Váyase!                         | Mandehana!                                                                                  | man di anə                                                           |
| ¿Puede ayudarme, por favor?      | Afaka manampy ahy ve ianao azafady?                                                         | afaka manapʲ a ve enaw azafadʲ                                       |
| ¿Dónde están los aseos?          | Aiza ny efitrano fivoahana?, Aiza ny V.C.?, Aiza ny toilet?                                 | ajza njefitʂanʷ fiˈvwaːnə̥                                            |
| ¿Habla inglés?                   | Mahay teny anglisy ve ianao?                                                                | miˈtenʲ ãŋˈɡliʂ ve eˈnaw                                             |
| No hablo malgache.               | Tsy mahay teny malagasy aho.                                                                | tsʲ maaj tenʲ malaˈɡasʲ a                                            |
| No hablo francés.                | Tsy mahay teny frantsay aho.                                                                | tsʲ maaj tenʲ frantsaj a                                             |
| Tengo sed.                       | Mangetaheta aho.                                                                            | maŋɡetaˈeta                                                          |
| Tengo hambre.                    | Noana aho.                                                                                  | noːna                                                                |
| Estoy enfermo.                   | Marary aho.                                                                                 |                                                                      |
| Estoy cansado.                   | Vizaka aho, Reraka aho                                                                      | ˈvizaka, rerakau                                                     |
| Tengo que orinar.                | Poritra aho, Ny olombelona tsy akoho                                                        | purtʂa                                                               |
| Me gustaría ir a Antsirabe.      | Te hankany Antsirabe aho.                                                                   | tiku ankanʲ anjantsirabe                                             |
| ¡Eso está caro!                  | Lafo be izany!                                                                              | lafʷˈbe zanʲ                                                         |
| Tengo ganas de un poco de arroz. | Noana vary aho.                                                                             | noːna varja                                                          |
| ¿En qué puedo ayudarle?          | Inona no azoko atao ho anao?                                                                | inːa ɲazʷkwataʷ wanaw                                                |
| me gusta...                      | Tiako...                                                                                    | tikʷ                                                                 |
| Te quiero.                       | Tiako ianao.                                                                                | tikwenaʷ                                                             |
|                                  | Números                                                                                     |                                                                      |
| uno                              | isa/iray                                                                                    | isə̥                                                                  |
| dos                              | roa                                                                                         | ru                                                                   |
| tres                             | telo                                                                                        | telʷ                                                                 |
| cuatro                           | efatra                                                                                      | ˈefatʂə̥                                                              |
| cinco                            | dimy                                                                                        | ˈdimʲ                                                                |
| seis                             | enina                                                                                       | enː                                                                  |
| siete                            | fito                                                                                        | fitʷ                                                                 |
| ocho                             | valo                                                                                        | valʷ                                                                 |
| nueve                            | sivy                                                                                        | sivʲ                                                                 |
| diez                             | folo                                                                                        | fulʷ                                                                 |
| once                             | iraika ambin'ny folo                                                                        | rajkʲambefulʷ                                                        |
| doce                             | roa ambin'ny folo                                                                           | rumbefulʷ                                                            |
| veinte                           | roapolo                                                                                     | ropulʷ                                                               |
| treinta                          | telopolo                                                                                    | telopulʷ                                                             |
| cuarenta                         | efapolo                                                                                     | efapulʷ                                                              |
| cincuenta                        | dimampolo                                                                                   | dimapulʷ                                                             |
| sesenta                          | enim-polo                                                                                   | empulʷ                                                               |
| setenta                          | fitopolo                                                                                    | fitupulʷ                                                             |
| ochenta                          | valopolo                                                                                    | valupulʷ                                                             |
| noventa                          | sivifolo                                                                                    | sivfulʷ                                                              |
| cien                             | zato                                                                                        | zatʷ                                                                 |
| doscientos                       | roan-jato                                                                                   | rondzatʷ                                                             |
| mil                              | arivo                                                                                       | arivʷ                                                                |
| diez mil                         | iray alina                                                                                  | rajal                                                                |
| cien mil                         | iray hetsy                                                                                  | rajetsʲ                                                              |
| un millón                        | iray tapitrisa                                                                              | rajtaptʂisə̥                                                          |
| diez mil millones                | iray lavitrisa                                                                              | rajlavtʂisə̥                                                          |
| 3,568,942                        | roa amby efapolo sy sivin-jato sy valo arivo sy enina alina sy dimy hetsy sy telo tapitrisa | rumbefapulʷ sʲsivdzatʷ sʲvalorivʷ sʲenːal sʲdimjetsʲ sʲtelutapitʂisə̥ |